# 意大利军事拘留犯
意大利在1943年9月8日与盟军议和后，德军发动“轴心行动”，将在行动中俘获、围捕并遣送至纳粹德国所控制的领土的意大利士兵称之为“意大利军事拘留犯”。
意大利军队的官兵在被德军缴械后面临两个选择，一是作为德军的友军继续作战（可以加入位于意大利北部的德国傀儡政权意大利社会共和国的武装力量，也可以作为意大利‘志愿兵’直接加入德军部队），二是被送进位于德国境内的拘留营。最终只有10%的意军官兵选择了继续为德国人卖命，而其他的所有人则被划定为战俘。后来的德国人将这些人重新命名为“军事拘留犯”（这样德方可以不给他们提供由第三次日内瓦公约所规定的战俘待遇）。最终，从1944年秋季直到战争结束为止，“军事拘留犯”又被改名为“平民工人”（civilian workers），这样德方就可以绕过国际红十字运动的职权范围并将他们投入重体力劳动之中。
纳粹们将这些意大利军人视作叛徒，而非战俘。在这些被投入强制劳动的前意军士兵中，有35.6%的人效力于军工产业，有7.1%的人效力于重工业，有28.5%的人效力于采矿业，有5.9%的人效力于建筑业，还有14.3%的人效力于农业。军事拘留犯的工作条件非常差，在德国的寒冬里，意大利人得到的衣物与食物都不充足，很多人最终患病。

## 战俘数量及伤亡人数
共有1007000名意大利士兵遭德方缴械并捕获，而当时意大利全军人数为2000000。在被捕的意军士兵中共有196000人在遣送过程中逃跑。在剩下的810000人中（其中有约58000人在法国境内被捕，321000人在意大利境内被捕，还有430000人在巴尔干地区被捕）还有13000人在从希腊的诸岛屿被运输至希腊本土的过程中死亡，94000人（其中几乎包括了全部黑衫軍成员）决定继续与德军并肩作战。这样一来，最终以“意大利军事拘留犯”身份被送入德国拘留营的总人数为大约710000人。到了1944年春季，又有大约103000人宣称自己可以作为作战人员或辅助人员为德国或者意大利社会共和国作战。所以，在整个战争后期，被监禁的意大利军人中共有约60-65万人拒绝继续为轴心国服役。
据估计，在全部意大利军事拘留犯中共有37000-50000人死亡，死因包括：
- 强制劳动中的严苛条件与危险因素（10000人）
- 疾病与营养不良，特别是在战争的最后几个月里（23000人）
- 营中处决（4600人）
- 工作场所遭盟军轰炸（2700人）
- 因其他原因死于东线战场（5000-7000人）

到了战争结束时，几千名前意大利军事拘留犯又落到了法国人、苏联人以及南斯拉夫人手中，这些人不但没有被释放，反而还在战争结束后又被关押了一段时间。

## 被击沉的载有意大利战俘的船只
- 意大利商船“葛塔诺·多尼采蒂”号（SS Gaetano Donizetti），于1943年9月23日被英国皇家海军“日食”号（HMS Eclipse）驱逐舰在希腊罗德岛（Rhodes）附近海域击沉，1796人遇难（其他数据称遇难人数为1835人）。
- 前英国皇家海军扫雷舰HMS Peony（被德军击沉并打捞后被改为SS Ardena）于1943年9月27日在希腊阿尔戈斯托利（argostoli）附近海域触雷沉没，779人遇难。
- 意大利货船“马里奥·罗塞利“号（MV Mario Roselli）于1943年10月11日在希腊科孚岛（corfu）附近海域被英国皇家空军击沉，1302人遇难。
- Maria Amalia号，于1943年10月13日在希腊凯法利尼亚岛（Kefalonia）附近海域遭英军潜艇的鱼雷攻击后沉没（该潜艇可能是HMS Unruly或者HMS Trooper），544人遇难。
- 货船Sinfra号（MS Sinfra）于1943年10月20日于希腊克里特岛附近海域遭英国皇家空军及美国陆军航空兵空袭后沉没，2098人遇难。
- Aghios antonios号于1943年11月19日在希腊喀帕苏斯岛（karpathos）附近海域被波兰潜艇ORP Sokół（前英国皇家海军潜艇HMS Urchin，后租借给波兰海军）击沉，110人遇难。
- Leda号于1944年2月2日在希腊阿莫尔戈斯岛（amorgos）附近海域遭英国皇家空军空袭后沉没，780人遇难。
- 德国商船petrella号（SS Petrella）于1944年2月8日在希腊souda湾被英国皇家海军Sportsman号潜艇（HMS Sportsman）击沉，2670人遇难。
- 挪威汽船oria号（SS Oria）于1944年2月12日在希腊Sounion角附近海域遭风暴袭击而沉没，4074人遇难。
- Sifnos号于1944年3月4日在希腊米洛斯岛（milos）附近海域遭英国皇家海军空袭后沉没，70人遇难。
- 希腊商船Tanais号（SS Tanais）于1944年6月9日在希腊克里特岛附近海域被英国皇家海军Vivid号潜艇（HMS Vivid）击沉，213人遇难。

## 意大利军事拘留犯中的著名人物
- 意大利记者、卡通画家以及幽默作家乔万尼诺·瓜雷斯奇（Giovannino Guareschi，1908-1968），他笔下最著名的角色名为Don Camillo Peppone。
- 意大利诗人、作家以及剧作家托尼诺·圭拉（antonio “tonino” Guerra，1920-2012）。
- 意大利政治家、意大利共产党（PCI）在1984年至1988年期间的总书记阿雷桑德罗·纳塔（alessandro natta，1918-2001）。
- 意大利作家马里奥·里戈尼·斯特恩（Mario Rigoni Stern，1921-2008）。
- 意大利演员、配音演员詹里科·特德斯奇（Gianrico Tedeschi，1920-2020）。
- 意大利诗人朱塞佩·托托多纳蒂（giuseppe tontodonati，1917-1989）。